# Андреева, Ольга Александровна
Ольга Александровна Андреева (род. 29 сентября 1986) — российская дзюдоистка, бронзовый призёр первенства России 2005 года среди юниоров, бронзовый призёр первенства России 2007 года среди молодёжи, бронзовый призёр чемпионата России 2009 года, бронзовый призёр этапов Кубка Европы 2010 (Сараево) и 2011 (Оренбург) годов, бронзовый призёр мемориала Владимира Гулидова 2007 года (Красноярск), кандидат в мастера спорта России. Выступала в лёгкой (до 57 кг) и полусредней (до 63 кг) весовых категориях.

## Спортивные результаты
- Первенство России по дзюдо 2005 года среди юниоров — ;
- Первенство России по дзюдо 2007 года среди молодёжи — ;
- Мемориал Владимира Гулидова 2007 года, Красноярск — ;
- Международный турнир в Сараево, 2007 год — ;
- Чемпионат России по дзюдо 2009 года — .